# Korsnäs Packaging AB
Korsnäs Packaging AB var från början en division inom Korsnäs AB, Division Packaging. Samtliga Korsnäs förpackningsanläggningar låg samlade inom denna division, dock inte säckfabriken inom Korsnäs anläggning i Gävle. I mitten av 1990-talet ombildas divisionen till en egen rörelse inom Korsnäs Holding AB, därefter sorterades den direkt under Kinnevik under en kort tid. Rörelsen såldes under 2006 till ukrainska intressen.